# Coleoxestia tupunhuna
Coleoxestia tupunhuna is een keversoort uit de familie van de boktorren (Cerambycidae). De wetenschappelijke naam van de soort werd voor het eerst geldig gepubliceerd in 2005 door Martins & Monné.